# San Andrés Itzapa

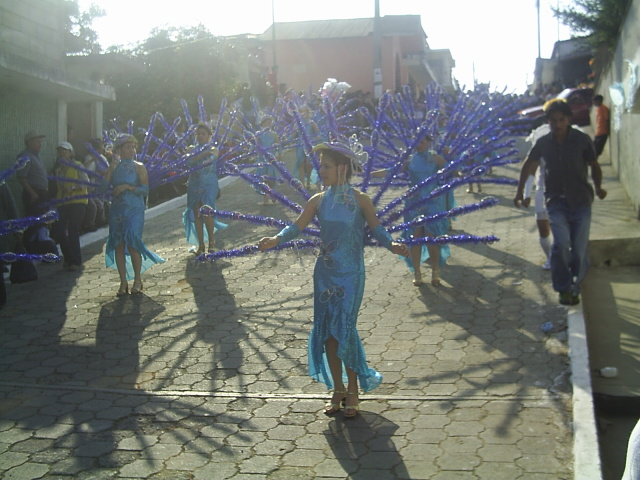
Desfile ocorrendo na cidade

San Andrés Itzapa é uma cidade da Guatemala do departamento de Chimaltenango.